# آبل ژاکین
آبل ژاکین (انگلیسی: Abel Jacquin؛ ۱۶ ژوئیه ۱۸۹۳ – ۱۲ مه ۱۹۶۸) بازیگر اهل فرانسه بود.
از فیلم‌ها یا برنامه‌های تلویزیونی که وی در آن نقش داشته‌است می‌توان به سرزمین بینان، جبل طارق و التیماتوم اشاره کرد.